# Bohusläningen
O Bohuslänningen é um jornal diário da cidade sueca de Uddevalla, na província histórica da Bohuslän.

Tem o formato tabloide, e circula na Bohuslän e em parte da Dalsland.

Foi fundado em 1878.

É publicado 6 dias por semana, com uma tiragem média de 15 400 exemplares (2023).

A partir de 1 de julho de 2025, o Bohusläningen deixará de ser publicado em papel. Em vez disso, todos os leitores serão remetidos para as plataformas digitais. Hoje em dia, 80 por cento dos assinantes do Bohusläningen são inteiramente digitais. Cerca de 3.000 pessoas assinam o jornal físico.